# Genesis Group
Die Genesis Group ist eine offizielle Teilorganisation der Kirche Jesu Christi der Heiligen der Letzten Tage für afroamerikanische Mitglieder und deren Familien. Sie wurde 1971 zum ersten Mal organisiert in Salt Lake City. Die Gründung dieser Organisation diente dem Zweck, sich untereinander zu begegnen und weitgehend unabhängig von der Kirchenverwaltung Unterstützung zu geben.
Die Genesis Group plante analog zur üblichen Kirchenorganisation Treffen für schwarze Mitglieder, besonders für die Frauenhilfsvereinigung, Primarvereinigung (Alter bis zu 11 Jahren), Junge Männer und Junge Damen (beide ab einem Alter von 12 Jahren und als Teenager-Gruppen) und Zeugnistreffen. Es wurde von den Mitgliedern von Genesis außerdem erwartet, dass sie zusätzlich die Sonntagsversammlungen absolvierten. Es war wie eine kleine Gemeinde, nur zunächst noch ohne die Autorität des Priestertums. Die Gruppe wurde von Ruffin Bridgeforth in den Jahren 1971 bis 1978 geleitet. Kurz nach der Offenbarung zum Priestertum 1978 ging deren Mitgliederzahl stark zurück, worauf im Jahre 1987 offiziell die Auflösung folgte, nicht zuletzt auch deshalb, weil die Programme die Mitglieder mit zusätzlichen Verpflichtungen belasteten. Allgemein gehen aktive Mormonen relativ vielen kirchlichen Verpflichtungen nach. Im Jahre 1985 startete Marva Collins eine „Genesis II“-Gruppe in Oakland und veröffentlichte Nachrichten über schwarze Mormonen bis ins Jahr 1988.
Die Genesis Group wurde 1996 neu organisiert, weil festgestellt worden war, dass die Afroamerikaner davon profitierten, sich zu treffen und sich gegenseitig zu unterstützen. Als Leiter der Gruppe wurden berufen: Darius Gray (1997–2003), Don Harwell (2003–2018), und Davis Stovall (2018-bis jetzt). Lokale Führungspersönlichkeiten der Kirche nahmen Verbindungen zur Genesis Group auf und eine Generalautorität wurde offiziell als Kontaktperson eingebunden.
Andere Genesis Gruppen existierten in Washington, D.C. und anderen Städten.